# Deivi Julio Blanco
 Der er for få eller ingen kildehenvisninger i denne artikel, hvilket er et problem. Du kan hjælpe ved at angive troværdige kilder til de påstande, som fremføres i artiklen.

Deivi Julio Blanco (født 12. april 1980) er en colombiansk amatørbokser, som konkurrerer i vægtklassen sværvægt. Julio Blanco har ingen større internationale resultater, og fik sin olympiske debut da han repræsenterede Colombia ved sommer-OL 2008. Her blev han slået ud i første runde af John M'Bumba fra Frankrig i den samme vægtklasse.